# Cho Kyu-hyun
Cho Kyu-hyun (en hangul, 조규현; Seúl, 3 de febrero de 1988), más conocido como Kyuhyun, es un cantante, actor y presentador surcoreano. Fue el último miembro en unirse al grupo masculino Super Junior, siendo una de las tres voces principales del grupo. También forma parte de las subunidades Super Junior-M y Super Junior-K.R.Y. Además, formó parte del proyecto SM The Ballad.

## Biografía
Kyuhyun nació en Nowon-gu, un distrito de Seúl. Su familia la conforman su padre, Cho Younghwan, profesor y dueño de un instituto de idiomas en Taiwán; su madre, Kim Hanna, que dirige una academia de arte, así como un albergue llamado MOM House, localizado en Myeongdong; y su hermana mayor, Ara, una violinista que estudió en Viena, Austria, antes de volver a Corea para enseñar clases de violín.
Inicialmente, Kyuhyun fue instado por sus padres a estudiar derecho y más tarde dijo que habría sido abogado si no hubiera llegado a ser cantante. Sus planes originales para entrar en esa carrera fueron abandonados una vez que se unió a una banda en la escuela secundaria, donde se dio cuenta de que tenía talento para cantar y empezó a gustarle la música.
Kyuhyun obtuvo el tercer puesto en el concurso de canto «Chin Chin» en 2005, en el cual fue descubierto por SM Entertainment y decidió firmar con ellos. Al principio su padre se oponía a su deseo de ser cantante, pero accedió a la petición de su hijo con la condición de que fuera ingresado en una prestigiosa universidad.
Kyuhyun posteriormente se inscribió en la Universidad de Kyung Hee con la especialidad en música posmoderna y recibió su licenciatura en 2013. Kyuhyun finalizó su máster en 2017 en la misma universidad realizando un trabajo sobre "Las estrategias de la globalización del K-Pop y su expansión en el sudeste asiático, América del Norte y Europa".

## Carrera

### 2006-2009: Debut con Super Junior y subunidades
Kyuhyun debutó oficialmente el 27 de mayo de 2006 como parte del grupo masculino Super Junior, conocido anteriormente como «Super Junior 05». En marzo de 2006, SM Entertainment empezó a buscar nuevos miembros para el grupo, que tenía un formato de integrantes rotativos. Sin embargo, la compañía decidió detener este proyecto, confirmando que el grupo sería fijo y anunció la entrada de Kyuhyun al grupo. Después de su adición, el grupo dejó de usar el sufijo "05" y pasó a llamarse oficialmente Super Junior.
Kyuhyun hizo su primera aparición con el grupo con el sencillo «U». Su primera presentación fue en SBS's I-Concert el 27 de mayo, que también fue la primera presentación de Super Junior como grupo permanente. El sencillo fue lanzado el 7 de junio de 2006 y logró ser su canción más exitosa hasta el lanzamiento de «Sorry Sorry» en 2009.
Poco después, en noviembre de 2006, Kyuhyun junto a sus compañeros Yesung y Ryeowook formaron la primera subunidad del grupo, llamada Super Junior-K.R.Y. Debutaron el 5 de noviembre en Music Bank. Así mismo, Kyuhyun participó en la banda sonora del drama Hyena con la canción «Smile», lanzada en noviembre de ese año. Además, él y Ryeowook se unieron a TVXQ para interpretar la canción «Wish» que fue incluida en la reedición del álbum Mirotic de TVXQ que se lanzó en 2008.
A principios de 2008, Kyuhyun colaboró con el grupo The Grace en la canción «Just For One Day» (하루만) perteneciente a su primer álbum, Hanbeon Deo, OK?. En abril de 2008, Kyuhyun fue añadido a una nueva subunidad, Super Junior-M, dedicada a la industria musical china. Super Junior-M debutó el 8 de abril de 2008 en el 8th Annual Music Chart Awards en China. Simultáneamente lanzaron su primer video musical para la versión china de «U». Esto siguió al lanzamiento de su primer álbum de estudio en chino, llamado Me.  en algunas provincias de China el 23 de abril y en Taiwán el 2 de mayo
En julio de 2009, Kyuhyun lanzó su primera canción en solitario, una versión de su canción «7 Years of Love» (7년간의 사랑), que se incluyó dentro del álbum tributo por el 20.º aniversario de Yoo Youngsuk. La primera presentación de esta canción se realizó el 12 de julio de 2009 en el programa Yoo Hee Yeol's Sketch Book. Además, fue lanzada como sencillo digital el 30 de junio, cuya ganancias, junto a las del álbum, fueron donadas a UNICEF.
Kyuhyun, junto con Donghae, también miembro de Super Junior, y con la actriz Han Ji Min participaron en la canción «Happy Bubble», un tema para el anuncio "Happy Bath", producto para el cuidado de la piel. El vídeo musical de la canción fue lanzado el 19 de agosto de ese año.

### 2010-2013: S.M. The Ballad, teatro musical y debut televisivo

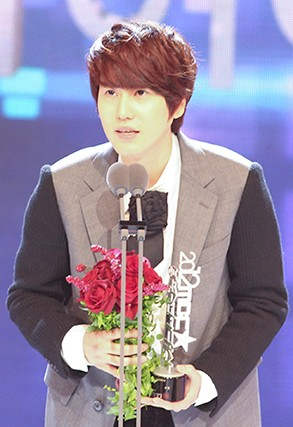
Cho Kyuhyun en los MBC Entertainment Awards, en diciembre de 2012

El 6 de enero de 2010, Kyuhyun participó en la banda sonora del drama Pasta con la canción «Listen To You», logrando alcanzar la primera ubicación en varios portales de música. Así mismo, el 5 de agosto de ese año, participó en otra banda sonora para el drama Baker King, Kim Tak Goo con la canción «Hope, a dream that never sleeps».
El 3 de junio de 2010 Kyuhyun admitió haber ido al hospital para someterse a una operación debido a una infección de oído.
En noviembre de 2010, Kyuhyun, junto a sus compañeros de agencia Jay de TRAX, Jonghyun de SHINee y un nuevo cantante llamado Jino, formaron parte del grupo proyecto SM The Ballad. Lanzaron su primer álbum, Miss You el 29 de noviembre de 2010 y se presentaron en el programa musical Inkigayo el 28 de noviembre. El álbum contiene la canción «Love Again» interpretada solo por Kyuhyun. Para el segundo álbum del grupo, no se contó con la participación del cantante.
Desde el 15 de diciembre de 2010 hasta enero de 2011, participó en la obra de teatro Los Tres Mosqueteros donde interpretó a D'Artagnan en el Chungmu Art Hall de Seúl. Gracias a este papel, ganó el premio como Estrella en Ascenso de Musicales en la votación en línea de los Golden Ticket Awards para el año 2010. En el año 2011, apareció en el programa Immortal Songs 2 reemplazando a su compañero de grupo Yesung, ganando el primer lugar en dos fechas.
Kyuhyun fue uno de los cuatro presentadores fijos del programa Super Junior's Foresight, y en septiembre de 2011, reemplazó a su compañero de grupo Heechul como presentador del programa Radio Star.
Además Kyuhyun contribuyó en la banda sonora del drama Poseidon, donde actuó Siwon, otro miembro de Super Junior, con la canción «The Way to Break Up» compuesta por Yoon Jong Shin. A la vez, Kyuhyun interpretó la canción «Late Autumn» que se incluyó en el álbum proyecto de este compositor.
El 28 de enero de 2012, Kyuhyun tomó el papel de Frank Abagnale Jr en la versión coreana del musical de Broadway Catch Me If You Can. El musical fue puesto en escena desde el 28 de marzo hasta el 10 de junio de ese año, en el Blue Square Hall en Hannam-dong, Seúl.
En noviembre de ese mismo año, Kyuhyun prestó su voz para formar parte de la banda sonora del drama The Great Seer con la canción «Just Once», una ballada emotiva que transmite los sentimientos de tristeza y amor. También apareció en We Got Married como parte de Fighting Junior apoyando a su compañero Leeteuk.
El 11 de mayo de 2013 se anunció que Kyuhyun reemplazaría a Minho de SHINee como presentador del programa Mamma Mia. Su primera aparición en el programa fue transmitida el 19 de mayo. En agosto de 2013, Kyuhyun se graduó de la Universidad de Kyung Hee en música posmoderna.

### 2014-2015: Debut en solitario
Desde el 18 de enero hasta el 23 de febrero, Kyuhyun protagonizó la adaptación teatral del drama Moon Embracing the Sun, donde compartió roles con Seohyun de Girls' Generation. El musical fue puesto en escena en el Centro de Artes de Seúl.
En mayo de 2014, se anunció que Kyuhyun actuaría en el musical Singin' In The Rain como Don Lockwood, junto a Sunny de Girls' Generation como la protagonista femenina. El musical fue producido por SM C&C y se presentó desde el 5 de junio hasta el 22 de junio en el Chungmu Art Hall en Seúl.
En agosto de 2014, Kyuhyun se unió al reparto de su tercer musical, The Days. En este musical, interpretó al segundo protagonista Mooyeong, un guardia de seguridad de la Casa Azul. El musical fue puesto en escena desde el 21 de octubre de 2014 hasta enero de 2015.

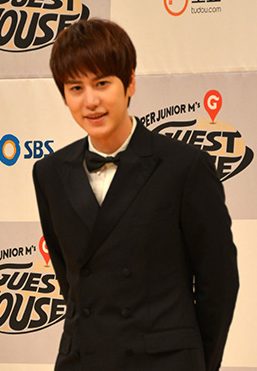
Kyuhyun en 2014

El 6 de noviembre de 2014 se anunció oficialmente que Kyuhyun sería el próximo cantante solista de SM Entertainment en debutar, lanzando la primera imagen de adelanto el mismo día. El 13 de noviembre, lanzó su primer miniálbum titulado At Gwanghwamun. Realizó su primera presentación en el programa musical Music Bank el 14 de noviembre. Solo dos horas más tarde del lanzamiento digital, la canción principal del EP «At Gwanghwamun» llegó a la cima de varias listas digitales musicales y después de 12 horas, Kyuhyun recibió un "all-kill" por obtener la primera posición en los nueve sitios de venta digital en Corea del Sur. No sólo la canción principal llegó a puestos altos, las demás pistas del miniálbum se posicionaron dentro del top 10 en sitios musicales.
En diciembre de 2014 se anunció que Kyuhyun interpretaría al príncipe Phillip en el musical Robin Hood. Compartió el rol con Yang Yoseob de Highlight y con el actor Park Sunghwan. El musical fue puesto en escena desde enero de 2015 en el D-Cube Arts Center en Seúl.
A inicios de 2015 se anunció que Kyuhyun formaría parte del nuevo programa de televisión Fluttering India (두근두근 인도) junto a Changmin de TVXQ, Minho de SHINee, Jonghyun de CNBLUE, Sungkyu de INFINITE y Suho de EXO. Las grabaciones se hicieron en Mumbai durante el mes de febrero y el primer episodio fue emitido el 10 de abril de 2015 a través de KBS 2TV.
En marzo se dio a conocer que Kyuhyun prestaría su voz de nuevo para la banda sonora del drama Hogu’s Love con la canción titulada «Till I Reach Your Star», lanzada el 10 marzo, al igual que el vídeo musical. Se anunció que el compositor Lee Moon Se escogió a Kyuhyun para realizar un dúo en su nuevo álbum, New Direction. La canción fue llamada «She is Coming» y salió al público el 7 de abril.
Además, en junio del mismo año, formó parte de la banda sonora de The Time We Weren’t In Love con la canción «The Time We Were In Love».
En septiembre se confirmó su debut como actor en el webdrama Bongsun, a Woman Who Dies When She Loves, interpretando al protagonista masculino. SM Entertainment también anunció que Kyuhyun realizaría su primer concierto en solitario llamado And It's Fall Again, como parte de la serie de conciertos "The Agit". El concierto se celebró del 6 al 8 y del 13 al 15 de noviembre en el teatro del SMTOWN Coex Artium. Las entradas para los seis días de concierto se vendieron en 46 segundos.
El 14 de octubre, Kyuhyun lanzó su segundo miniálbum, Fall, Once Again, con «A Million Pieces» como canción principal. El video musical para esta canción contó con la participación de su antigua compañera de agencia Go Ara como la protagonista. Kyuhyun participó escribiendo la canción «Way To Say Goodbye». Su primera presentación en un programa musical fue el 15 de octubre en M! Countdown. El 3 de noviembre, Kyuhyun lanzó su sencillo digital «The Day We Felt The Distance».

### 2016-presente: Tours y alistamiento
De noviembre de 2015 a enero de 2016, actuó en la producción de 15.º aniversario del musical Werther en el papel protagonista. Compartió el papel con los actores Um Ki-joon y Jo Seung-Woo. Kyuhyun también participó en el álbum OST del musical.
A diferencia de Super Junior que como grupo han tenido numerosas giras y conciertos por Japón, Kyuhyun no tuvo ninguno hasta que a principios del año 2016 se confirmara su primer tour en solitarios llamado llamado SUPER JUNIOR KYUHYUN JAPAN TOUR 2016 ～Knick Knack～ durante los meses abril y mayo.
El 19 de mayo, el joven Parc Jae Jung, fan de Kyuhyun y el propio Kyuhyun colaboraron en una canción titulada «Two Men», aunque este último no aparece en el vídeo musical.
A mediados de octubre se anunció que el popular cantante de baladas, Sung Si Kyung, del que Kyuhyun es un gran fan, formaría parte de su próximo álbum. El sencillo de su nuevo álbum se reveló en el concierto Autumm Memories: Reminiscence of a Novelist del 29 al 30 en la Universidad de Mujeres Ehwa y en Busan del 5 al 6 de noviembre en el auditorio Bexco. Su tercer miniálbum llamado Waiting, Still fue lanzado el 20 de noviembre con doble canción como título, «Blah Blah», producida por Yoon Jong Shin y «Still», producida por Sung Si Kyung mencionado anteriormente.
El 12 de diciembre se anunció que Kyuhyun sacaría su primer álbum japonés, One Voice, y su segunda gira japonesa llamada Super Junior-Kyuhyun Japan Tour 2017 ~One Voice~. El álbum se lanzó el 8 de febrero y estuvo en el primer puesto en el chart de álbumes diarios de Oricon e incluye 5 canciones nuevas, el sencillo japonés Celebration ～Kimini Kakeru Hashi～ además de sus b-side tracks, y versiones de «At Gwanghwamun» y «Blah Blah» en japonés.
Antes de comenzar su servicio militar el 25 de mayo, SM anunció que Kyuhyun tendría su propio fanmeeting The Day We Meet Again el 20 de mayo, junto con el lanzamiento de un nuevo sencillo titulado «Goodbye For Now», todo como modo de despedida hacia sus fanes.

## Vida personal

### Primer accidente de coche
En la madrugada del 19 de abril de 2007, Kyuhyun junto con sus compañeros de Super Junior Leeteuk, Shindong y Eunhyuk y dos representantes, fueron hospitalizados debido a un grave accidente automovilístico mientras volvían de Super Junior Kiss the Radio, su programa de radio. El neumático delantero explotó de repente, causando un choque contra el quitamiedos de la carretera y provocando que rodaran y se golpearan. Kyuhyun, quien se sentaba detrás de asiento del conductor, fue la persona que sufrió más heridas, incluyendo costillas rotas, cadera fracturada, moretones y rasguños por todo el cuerpo. Consecuentemente, se le formó un neumotórax debido a una costilla rota penetrándole uno de sus pulmones y dejándole 4 días en coma.
El médico que trataba a Kyuhyun dijo en aquel entonces que para poder sanar los pulmones de Kyuhyun tendría que realizar una incisión en su cuello, lo cual terminaría su carrera como cantante. El padre de Kyuhyun, que en un principio se opuso a su carrera, fue el primero en rechazar inmediatamente esa propuesta, comentando que Kyuhyun hubiese preferido morir  antes que no volver a cantar jamás. Insistió  al doctor a encontrar otra manera de mejorar y tratar los pulmones de su hijo. A pesar de esto, los doctores insistieron en que incluso con esa cirugía, el porcentaje de supervivencia de Kyuhyun era un 20%. Encontraron un cirujano llamado Dr. Wang Youngpil que sugirió otro método alternativo para realizar la cirugía en sus pulmones a través de sus costillas en lugar del cuello.
Kyuhyun pasó 6 días en la UCI antes de ser trasladado a una cama de planta. Una vez que estuvo en las camas normales del hospital, Kyuhyun ya no necesitó una máquina que le ayudara a respirar, pero no fue capaz de poder caminar hasta un mes después del accidente. Salió del hospital el 5 de julio de 2007, 78 días después.

### Segundo accidente de coche
En abril del 2011, Kyuhyun se involucró en otro accidente cuando iba de camino a una función del musical Los Tres Mosqueteros. Aunque la colisión fuera menor que la anterior, fue trasladado de inmediato al hospital resultando ligeramente herido. La agencia declaró, que a pesar de no haber sido grave, tendría que detener sus actividades por su salud y así lo hizo faltando a varias actuaciones del musical y descansando.

### Nódulos vocales
El 23 de agosto de 2016 Kyuhyun fue sometido a una cirugía como consecuencia del tratamiento de nódulos vocales. Debido a la operación y al tratamiento, tuvo que ausentarse de todas sus actividades, no pudiendo asistir a sus actuaciones en el musical de Mozart y ni a las grabaciones de Radio Star.

### Incendio
La noche del 24 de febrero Kyuhyun se encontraba en un hotel en Taipéi, para uno de sus conciertos en solitario, donde hubo un incendio. Inmediatamente después de lo acontecido, fanes mostraron preocupación por el cantante. Pese a que uno de los organizadores del concierto señaló que Kyuhyun se encontraba en buen estado, fanes siguieron con temor ya que al día siguiente cuando se llevó a cabo el concierto, la voz de Kyuhyun no era la misma. Así pues, Kyuhyun les contó que su garganta no se encontraba en buenas condiciones debido al humo, que nadie le avisó pues el humo fue lo que le hizo despertar y en aquel momento ya era demasiado tarde para salir y ser evacuado. Hubo controversia en lo dicho por Kyuhyun porque miembros del equipo declararon que la situación no era tan grave como había dicho el idol, además añadiendo que la condición de Kyuhyun ya era mala antes del incendio.
No sólo hubo controversia por esta parte, fanes de Kyuhyun descubrieron que ese mismo equipo habían salido del hotel, sin avisar siquiera al cantante y además bromeando sobre el asunto en redes sociales. Además, fanes también acusaron a los mánager y miembros del equipo de Kyuhyun de la falta de profesionalismo, ya no solo por no evacuarle ni avisarle, si no también que después del incendio no le trasladaran de hotel.
Frente a toda esta situación, Kyuhyun a través de su cuenta de Twitter explicó todo el malentendido y defendió a su mánager y equipo. Según él, fue él quien se expresó mal y el culpable de exponerse al humo del incendio. Aun así, sus fanes no se mostraron satisfechos y pidieron que se despidiera al mánager por no proteger a Kyuhyun.

### Servicio militar
El 25 de mayo de 2017 Kyuhyun comenzó su servicio militar obligatorio como trabajador social. El entrenamiento inicial lo realizó en el Centro de Entrenamiento de Nonsan durante cuatro semanas. Su labor como trabajador social la desempeña en la biblioteca de Seongbuk para gente con problemas visuales. Kyuhyun es el último miembro de Super Junior en unirse al servicio militar. El 24 de mayo de 2019 concluyó con su servicio militar obligatorio.

## Anuncios comerciales
Junto a los miembros de Super Junior y Super Junior-M, Kyuhyun ha sido imagen de marcas comerciales como Pepsi, Yamaha, 12Plus, SPAO, Kyochon Chicken, LG, Tony Moly, Lotte Duty Free, Bonrich y varias más. También fue la imagen principal para Masita Seaweed desde 2011 hasta el 2016.
En 2013, Kyuhyun y sus compañeros de empresa Yoona, Minho, Sulli, Seohyun y Siwon fueron elegidos como modelos principales para SK Telecom. En 2016, Kyuhyun también fue elegido para representar el agua mineral de Samdasoo, junto a Taeyeon de Girls' Generation.

## Discografía
| Miniálbum - 2014: At Gwanghwamun - 2015: Fall, Once Again - 2016: "Waiting, Still" Sencillos - 2015: «The Day We Felt Distance» - 2017: «Goodbye For Now» Sencillos promocionales - 2013: «플커플 Want It! (T'ple Couple Want It!)» ft. Seohyun - 2017: «삼다도 소식 (Samdado News)» | Sencillos - 2014: «At Gwanghwamun» Álbum - 2017: One Voice Sencillos - 2016: «Celebration» Sencillos - 2017: «Blah Blah» |

### Colaboraciones
| Año  | Álbum              | Canción         | Artista                        |
| ---- | ------------------ | --------------- | ------------------------------ |
| 2008 | Mirotic Repackaged | «Wish»          | Junto a TVXQ y Ryeowook        |
| 2013 | Trap               | «Trap»          | Junto a Henry Lau y Lee Taemin |
| 2015 | New Direction      | «She is Coming» | Junto a Lee Moon Se            |

### Bandas sonoras y sencillos colaborativos
| Año  | Álbum                                    | Canción                              | Artista                          |
| ---- | ---------------------------------------- | ------------------------------------ | -------------------------------- |
| 2006 | BSO Hyena                                | «Smile»                              | Kyuhyun                          |
| 2006 | BSO Hyena                                | «The Night Chicago died»             | Super Junior-K.R.Y.              |
| 2006 | BSO Hyena                                | «The One I Love»                     | Super Junior-K.R.Y.              |
| 2006 | BSO Snow Flower                          | «Stop Walking»                       | Super Junior-K.R.Y.              |
| 2007 | BSO Billie Jean, Look at Me              | «Just You»                           | Super Junior-K.R.Y.              |
| 2007 | Hanbeon Deo, OK?                         | «Just For One Day»                   | Kyuhyun, The Grace               |
| 2009 | Yoo Youngsuk's 20th Anniversary          | «7 Years of love»                    | Kyuhyun                          |
| 2009 | BSO Partner                              | «Dreaming Hero»                      | Super Junior-K.R.Y.              |
| 2009 | Happy Bubble                             | «Happy Bubble»                       | Kyuhyun, Lee Donghae, Han Ji Min |
| 2010 | BSO Pasta                                | «Listen... To You»                   | Kyuhyun                          |
| 2010 | BSO Baker King, Kim Tak Goo              | «Hope Is A Dream That Doesn't Sleep» | Kyuhyun                          |
| 2010 | BSO The President                        | «Biting My Lips»                     | Kyuhyun, Ryeowook, Sungmin       |
| 2011 | BSO Poseidon                             | «The Way To Break Up»                | Kyuhyun                          |
| 2011 | BSO Superstar K                          | «FLY»                                | Super Junior-K.R.Y.              |
| 2011 | Yoon Jong Shin's The Monthly Melody      | «Late Autumn»                        | Kyuhyun                          |
| 2012 | BSO God of War                           | «Edge Of Rain»                       | Kyuhyun                          |
| 2012 | Yoon Il Sang's 21st Anniversary 'I'm 21' | «Reminiscence»                       | Super Junior-K.R.Y.              |
| 2012 | BSO To The Beautiful You                 | «Beautiful You»                      | Kyuhyun, Tiffany                 |
| 2012 | BSO To The Beautiful You                 | «Sky»                                | Super Junior-K.R.Y.              |
| 2012 | BSO Ms Panda and Mr Hedgehog             | «Loving You»                         | Super Junior-K.R.Y.              |
| 2012 | BSO The Great Seer                       | «Just Once»                          | Kyuhyun                          |
| 2013 | BSO The Croods                           | «Shine Your Way»                     | Kyuhyun, Luna                    |
| 2013 | Hwang Sung Jae's Project 'Super Hero'    | «Love Dust»                          | Kyuhyun                          |
| 2013 | BSO SKT CF                               | «T'ple Couple Want It»               | Kyuhyun, Seohyun                 |
| 2015 | BSO Hogu's Love                          | «Until I Reach Your Star»            | Kyuhyun                          |
| 2015 | BSO The Time We Were Not in Love         | «The Time We Loved»                  | Kyuhyun                          |
| 2016 | BSO One More Happy Ending                | «Where Is My Heart»                  | Kyuhyun                          |
| 2016 | Two Men                                  | «Two Men»                            | Kyuhyun, Parc Jae Jung           |
| 2017 | BSO The Best Hit                         | «If You»                             | Kyuhyun                          |

## Filmografía
Más información : Filmografía de Super Junior

### Películas
| Año  | Título            | Rol      |
| ---- | ----------------- | -------- |
| 2010 | Super Show 3 3D   | Él Mismo |
| 2012 | I AM.             | Él Mismo |
| 2013 | Super Show 4 3D   | Él Mismo |
| 2015 | SM Town The Stage | Él Mismo |

### Series de televisión
| Año  | Título                                   | Canal     | Idioma         |
| ---- | ---------------------------------------- | --------- | -------------- |
| 2009 | Stage Of Youth (青春舞台)                | CCTV      | Chino mandarín |
| 2016 | Bongsun, The Woman Who Dies If She Loves | Drama Web | Coreano        |
|      |                                          |           |                |

### Apariciones en programas de televisión
| Año       | Título                             | Canal     | Nota                                                                          |
| --------- | ---------------------------------- | --------- | ----------------------------------------------------------------------------- |
| 2006      | Super Junior Full House            | SBS       | Aparición                                                                     |
| 2006      | Super Junior Mini Drama            | Mnet      | Elenco principal                                                              |
| 2007      | Explorando el Cuerpo Humano        | SBS       | Elenco principal (Episodios 7-13)                                             |
| 2007      | Star King                          | SBS       | Invitado (Episodios 38 y 47)                                                  |
| 2009      | Music Travel LaLaLa                | MBC       | Invitado junto a Super Junior y Girls' Generation                             |
| 2009      | Star King                          | SBS       | Invitado (Episodios 109, 110, 118 y 119)                                      |
| 2009      | Star Golden Bell                   | KBS       | Invitado (Episodios 231 y 236)                                                |
| 2009      | Intimate Note                      | SBS       | Invitado (Episodios 24 y 25)                                                  |
| 2009      | Love Family                        | KBS       | Invitado junto a Sungmin                                                      |
| 2009      | Yoo Hee Yeol’s Sketchbook          | KBS       | Invitado                                                                      |
| 2009      | Super Junior Song Battle           | KBS       | Invitado junto a Super Junior                                                 |
| 2009      | Come to Play                       | MBC       | Invitado junto a Super Junior y Wonder Girls                                  |
| 2010      | Music Travel LaLaLa                | MBC       | Invitado junto a Super Junior-K.R.Y, Donghae y Sungmin                        |
| 2010      | Star Golden Bell                   | MBC       | Invitado junto a Super Junior (Episodio 272)                                  |
| 2010      | Strong Heart                       | SBS       | Invitado junto a Super Junior (Episodios 33 y 34)                             |
| 2010      | Star King                          | SBS       | Invitado junto a Super Junior (Episodios 167, 168 y 184)                      |
| 2010      | The Muzit                          | Trend E   | Invitado junto a Super Junior-K.R.Y (Episodio 7)                              |
| 2010      | Youth Alkkagi                      | MBC       | Invitado                                                                      |
| 2010      | Good Morning Talk Show             | SBS       | Invitado                                                                      |
| 2010      | Star Dance Battle                  | MBC       | Invitado                                                                      |
| 2010      | SHINPD                             | SBS       | Invitado junto a Yesung, Shindong y MBLAQ                                     |
| 2010      | Quiz! Change the World             | MBC       | Invitado                                                                      |
| 2010      | Music Garage                       | KBS       | Invitado                                                                      |
| 2010      | Radio Star                         | MBC       | Invitado junto a Super Junior (Especial Chuseok)                              |
| 2010      | Come to Play                       | MBC       | Invitado junto a Leeteuk, Heechul, Donghae y Shindong                         |
| 2010      | Yoo Hee Yeol’s Sketchbook          | KBS       | Invitado junto a Super Junior                                                 |
| 2011      | Strong Heart                       | SBS       | Invitado junto a Super Junior (Episodios 92 y 93)                             |
| 2011      | Star King                          | SBS       | Invitado junto a Super Junior (Episodio 224)                                  |
| 2011      | Love Request                       | KBS       | Invitado junto a Super Junior y Girls' Generation                             |
| 2011      | Hallyu Olympic                     | SBS       | Invitado junto a Shindong                                                     |
| 2011      | Idol Sport Championship            | MBC       | Concursante (Especial Chuseok)                                                |
| 2011      | Vitamin                            | KBS       | Invitado junto a Super Junior                                                 |
| 2011      | Immortal Songs 2                   | KBS       | Concursante (Episodio 10-15)                                                  |
| 2011      | 1000 Songs Challenge               | SBS       | Invitado (Episodio 159)                                                       |
| 2011      | Cultwo Show                        | SBS       | Invitado                                                                      |
| 2011      | Yoo Hee Yeol’s Sketchbook          | KBS       | Invitado junto a Super Junior                                                 |
| 2011      | The Beatles Code                   | Mnet      | Invitado junto a Super Junior                                                 |
| 2011      | Hello Counselor                    | KBS       | Invitado (Episodio Especial)                                                  |
| 2011      | Radio Star                         | MBC       | Desde 2011 fue presentador fijo hasta mayo de 2017 debido al servicio militar |
| 2012      | Strong Heart                       | SBS       | Invitado junto a Super Junior (Episodios 139 y 140)                           |
| 2012      | Mnet Wide Open Studio              | Mnet      | Invitado junto a Shindong y Eunhyuk                                           |
| 2012      | Sponge Zero                        | KBS       | Invitado junto a Eunhyuk                                                      |
| 2012      | Do Dream                           | KBS       | Invitado junto a Eunhyuk y TVXQ                                               |
| 2012      | The Beatles Code Season 2          | Mnet      | Invitado junto a Super Junior                                                 |
| 2012      | Hello Counselor                    | KBS       | Invitado junto a Sungmin, Leeteuk, Ryeowook y Eunhyuk (Episodio 85)           |
| 2012      | Come to Play                       | MBC       | Invitado (Especial presentadores de Radio Star)                               |
| 2012      | 1 vs 100                           | KBS       | Invitado                                                                      |
| 2012      | We Got Married                     | MBC       | Esposo virtual de Lou Yixiao (Ver. china)                                     |
| 2012      | Saturday Night Live                | tvN       | Invitado junto a Super Junior                                                 |
| 2012      | Taxi                               | tvN       | Invitado                                                                      |
| 2012      | Star Life Theater                  | KBS       | Elenco principal (Episodios 1-5)                                              |
| 2012      | Shinhwa Broadcast                  | JTBC      | Invitado junto a Super Junior (Episodios 28 y 29)                             |
| 2012      | Weekly Idol                        | MBC       | Invitado junto a Leeteuk, Ryeowook y Eunhyuk (EpisodioS 60 y 61)              |
| 2013      | Mamma Mia                          | KBS       | Presentador                                                                   |
| 2013      | Happy Together Season 3            | KBS       | Invitado junto a Henry Lau                                                    |
| 2013      | Weekly Idol                        | MBC       | Invitado junto a Henry Lau (Episodio 116)                                     |
| 2014      | The Genius 2                       | tvN       | Invitado junto a Sungmin, Shindong y Eunhyuk (Episodio 10=                    |
| 2014      | Strongest Group/The Ultimate Group | JSTV      | Invitado junto a Super Junior                                                 |
| 2014      | Super Star K6                      | Mnet      | Juez Invitado                                                                 |
| 2014      | Star Gazing                        | MBC       | Invitado junto a Leeteuk, Shindong, Ryeowook y Eunhyuk                        |
| 2014      | A Song For You 3                   | KBS       | Invitado junto a Super Junior (Episodios 14 y 15)                             |
| 2014      | 100 People 100 Songs               | JTBC      | Invitado                                                                      |
| 2014      | Running Man                        | SBS       | Invitado junto a Leeteuk (Episodio 221)                                       |
| 2014      | Abnormal Summit                    | JTBC      | Invitado junto a Eunhyuk (Episodio 20)                                        |
| 2014      | Brave Writers                      | E-Channel | Invitado junto a Zhoumi                                                       |
| 2014      | Cultwo Show                        | SBS       | Invitado junto a Zhoumi                                                       |
| 2014      | Super Junior-M’s Guest House       | SBS       | Elenco principal                                                              |
| 2015      | Hello Counselor                    | KBS       | Invitado (Episodio 247)                                                       |
| 2015      | Happy Together Season 3            | KBS       | Invitado (Especial Navidad)                                                   |
| 2015      | SurpLINEs                          | Line TV   | Invitado junto a Leeteuk y Eunhyuk                                            |
| 2015      | Fluttering India                   | KBS       | Elenco principal (Kyu-Line)                                                   |
| 2015      | Super Star K7                      | Mnet      | Juez Invitado                                                                 |
| 2015      | Running Man                        | SBS       | Invitado (Episodio 265)                                                       |
| 2015      | King of Mask Singer                | MBC       | Participó como "Detective Cough" (Episodio 29-30)                             |
| 2015      | Yoo Hee Yeol’s Sketchbook          | KBS       | Invitado                                                                      |
| 2015      | Entertainment Weekly               | KBS       | Invitado                                                                      |
| 2015      | Open Concert                       | KBS       | Invitado                                                                      |
| 2015      | Healing Camp                       | KBS       | Invitado (Episodio 215)                                                       |
| 2016      | Sugar Man                          | JTBC      | Invitado junto a Winner (Episodio 21)                                         |
| 2016      | Same Bed Different Dreams          | SBS       | Invitado (Episodio 45)                                                        |
| 2016      | Problematic Men                    | tvN       | Invitado (Episodio 54)                                                        |
| 2016      | Running Man                        | SBS       | Aparición (Episodio 295)                                                      |
| 2016      | Fantastic Duo                      | SBS       | Invitado                                                                      |
| 2016      | EnterK                             | YTN       | Invitado                                                                      |
| 2016      | Infinity Challenge                 | MBC       | Aparición (Episodio 498)                                                      |
| 2016      | Knowing Bros                       | JTBC      | Invitado (Episodio 47)                                                        |
| 2016      | What Shall We Eat Today?           | Olive TV  | Invitado (Episodio 200)                                                       |
| 2016      | Duet Song Festival                 | MBC       | Invitado (Episodios 27 y 28)                                                  |
| 2016      | Yoo Hee Yeol’s Sketchbook          | KBS       | Invitado                                                                      |
| 2016      | Weekly Idol                        | MBC       | Invitado (Episodio 278)                                                       |
| 2016      | Entertainment Weekly               | KBS       | Invitado junto a Kangta                                                       |
| 2016      | Cultwo Show                        | SBS       | Invitado                                                                      |
| 2017      | New Journey to the West 3          | tvN       | Elenco principal                                                              |
| 2017      | Yoo Hee Yeol’s Sketchbook          | KBS       | Invitado                                                                      |
| 2017      | New Journey to the West 4          | tvN       | Elenco principal                                                              |
| 2019      | King of Mask Singer                | MBC       | concursante; ep. #211-222                                                     |
| 2019      | Knowing Bros                       | JTBC      | Invitado junto a Super Junior (Episodio 200)                                  |
| 2019-2020 | New Journey to the West 7          | tvN       | Elenco principal                                                              |
| 2020      | Omniscient Interfering View        | MBC       | Invitado (Episodios 114-119-120-121)                                          |
| 2023      | De los 19 a los 20                 | Netflix   | Presentador                                                                   |

### Musicales
| Año            | Título                 | Rol                     | Nota                 |
| -------------- | ---------------------- | ----------------------- | -------------------- |
| 2010-2011/2013 | The Three Musketeers   | D'Artagnan              | Protagonista         |
| 2012/2013      | Catch Me If You Can    | Frank Abagnale Jr.      | Protagonista         |
| 2014           | Moon Embracing The Sun | King Lee Hwon           | Protagonista         |
| 2014           | Singin' in The Rain    | Don Lockwood            | Protagonista         |
| 2014/2015      | The Days               | Mooyeong                | Segundo protagonista |
| 2015           | Robbin Hood            | Príncipe Philip         | Segundo protagonista |
| 2015/2016      | Werther                | Werther                 | Protagonista         |
| 2016           | Mozart                 | Wolfgang Amadeus Mozart | Protagonista         |
| 2020           | The Man Who Laughs     | Gwynplaine              | Protagonista         |
| 2020           | Werther                | Werther                 | Protagonista         |

### Apariciones en videos musicales
Más información :Videografía de Super Junior
| Año  | Canción                         | Artista                          |
| ---- | ------------------------------- | -------------------------------- |
| 2005 | «Hi Ya Ya»                      | Miembros de Chin Chin            |
| 2009 | «Happy Bubble»                  | Kyuhyun, Lee Donghae, Han Ji Min |
| 2011 | «Late Autumn»                   | Yoon Jong Shin                   |
| 2011 | «Blind»                         | TRAX                             |
| 2013 | «Trap»                          | Henry Lau                        |
| 2016 | «The Blue Night of Jeju Island» | Taeyeon                          |

## Conciertos
- Kyuhyun Concert "And It’s Fall Again – The Agit" 2015
  - 05,[62] 06, 7, 8, 13, 14 y 15 de noviembre - Seúl, Corea del Sur - SM Coex Artium[63]
- Kyuhyun Japan Tour "Knick Knack" 2016[64]
  - 11, 12 y 13 de abril - Fukuoka - Fukuoka Sun Palace
  - 17 y 18 abril - Hokkaido - Nitori Culture Hall
  - 24, 25 y 26 abril - Osaka - Gran Cube Osaka
  - 29 y 30 de abril - Hiroshima - Uenogakuen Hall
  - 9 y 10 de mayo - Kanagawa - Yokohama National Convention Hall
  - 26 y 27 de mayo - Nagoya - Nagoya Congress Center Century Hall
  - 4 y 5 de junio - Chiba - Makuhari Messe Event Hall[65]
- Kyuhyun Solo Concert "Autumm Memories: Reminiscence of a novelist " 2016-2017
  - 29 y 30 de octubre - Seúl, Corea del Sur - Ewha Womans University Auditorium
  - 5 y 6 de noviembre - Busan, Corea del Sur - Bexco[66]
  - 25 de febrero - Taipéi, Taiwán - Xinzhuang Gymnasium[67]
  - 17 de marzo - Hong Kong, China - AsiaWorld-Expo Hall10[68]
  - 19 de marzo - Bangkok, Tailandia - Thunder Dome[69]
- Kyuhyun Japan Tour "One Voice" 2017
  - 18, 19 y 20 de enero - Kanagawa - Yokohama National Convention Hall
  - 23 y 24 de enero - Fukuoka - Fukuoka Sun Palace
  - 10, 11 y 12 febrero - Hyogo - Kobe World Memorial Hall
  - 18 y 19 de febrero - Ishikawa - Mori Hall Of Honda
  - 27 y 28 de febrero - Aichi - Nagoya International Conference Center Hall
  - 4 y 5 de marzo - Hokkaido - Nitori Cultural Hall
  - 13 y 14 de marzo - Kanagawa - Yokohama Arena[70]
- Kyuhyun Concert " Autumm Memories: Reminiscence of a novelist - Epílogo" 2017
  - 01 y 02 abril - Seúl, Corea  del Sur - Blue Square Samsung Card Hall[71]

## Premios y nominaciones
| Año  | Premiación                   | Categoría                           | Trabajo nominado             | Resultado |
| ---- | ---------------------------- | ----------------------------------- | ---------------------------- | --------- |
| 2011 | 2010 Golden Ticket Awards    | Estrella de musicales               | The Three Muskeeters Musical | Ganador   |
| 2011 | MBC Entertainment Awards     | Premio especial                     | Radio Star                   | Ganador   |
| 2012 | MBC Entertainment Awards     | Mejor Nuevo Artista                 | Radio Star                   | Ganador   |
| 2012 | MBC Entertainment Awards     | Premio a la amistad                 | Radio Star                   | Ganador   |
| 2012 | MBC Entertainment Awards     | Programa de entretenimiento del año | Radio Star                   | Ganador   |
| 2013 | 7th Musical Awards           | Estrella más popular                | The Three Muskeeters Musical | Ganador   |
| 2014 | MBC Entertainment Awards     | Premio a la excelencia - Talk Show  | Radio Star                   | Ganador   |
| 2015 | 24th Seoul Music Awards      | Bonsang                             | At Gwanghwamun               | Nominado  |
| 2015 | 24th Seoul Music Awards      | Premio a la popularidad             | Él mismo                     | Nominado  |
| 2015 | 24th Seoul Music Awards      | Premio Especial Hallyu              | Él mismo                     | Nominado  |
| 2015 | 17th Mnet Asian Music Awards | Artista del año                     | Él mismo                     | Nominado  |
| 2015 | 17th Mnet Asian Music Awards | Mejor Artista Masculino             | Él mismo                     | Nominado  |
| 2015 | 17th Mnet Asian Music Awards | Mejor Presentación Vocal            | «At Gwanghwamun»             | Nominado  |
| 2015 | 17th Mnet Asian Music Awards | Canción del Año                     | «At Gwanghwamun»             | Nominado  |
| 2016 | 30th Golden Disk Awards      | Disk Bonsang                        | «At Gwanghwamun»             | Nominado  |
| 2016 | 30th Golden Disk Awards      | Digital Bonsang                     | «At Gwanghwamun»             | Ganador   |

### Premios en programas musicales
Mnet M! Countdown
| Fecha                   | Canción          |
| ----------------------- | ---------------- |
| 20 de noviembre de 2014 | «At Gwanghwamun» |
| 27 de noviembre de 2014 | «At Gwanghwamun» |

KBS Music Bank
| Fecha                   | Canción          |
| ----------------------- | ---------------- |
| 21 de noviembre de 2014 | «At Gwanghwamun» |

MBC Show! Music Core
| Fecha                   | Canción          |
| ----------------------- | ---------------- |
| 22 de noviembre de 2014 | «At Gwanghwamun» |

MBC Show Champion
| Fecha                   | Canción          |
| ----------------------- | ---------------- |
| 26 de noviembre de 2014 | «At Gwanghwamun» |